# Әnígmә
ənígmə (Enigme) (エニグマ) – manga napisana i zilustrowana przez Kenjiego Sakaki została wydana przez wydawnictwo Shueisha w magazynie „Shūkan Shōnen Jump” 13 września 2010 roku. Opowiada historię chłopca o imieniu Haiba Sumio, który jest niezwykłym uczniem tokijskiego liceum. Zdarza mu się niespodziewanie zasnąć, a po przebudzeniu znaleźć w swoim "Pamiętniku Snów" zapisane własną ręką przepowiednie. Wykorzystując tę umiejętność, Sumio pomaga ludziom w tarapatach, zanim jeszcze do nich dojdzie.

## Fabuła
Manga opowiada historię Haiba Sumio jednego ze studentów wyższej szkoły w Tokio, który posiada bardzo dziwne zdolności. Potrafi zasnąć praktycznie w każdym miejscu i o każdej porze, po czym w trakcie snu bierze do ręki długopis i zapisuje w swoim "Dzienniku Snów" wszystkie obrazy, które widzi. Jednak to nie wszystko, okazuje się, iż jego sny nie są najzwyklejszymi obrazami, są one proroczymi wizjami, każda z nich ma przypisaną datę i godzinę o której ma się spełnić. Dzięki swojej nie naturalnej zdolności Haiba postanawia pomagać ludziom, jednak nie wszystko przychodzi tak łatwo... podczas rozmowy z matką pokazuje jej symbol, który widział podczas jednego ze snów na jawie. Przerażona kobieta stwierdza, że to Enigma po czym wyrusza do pracy, a zdezorientowany syn pada na ziemię i zasypia, w śnie widzi kobietę, która zostaje porwana podczas jazdy windą. Rozpoczyna się wyścig z czasem, Haibo ma dwie godziny na uratowanie znajomej kobietę lecz nie jest pewny jej tożsamości więc wyrusza sprawdzić gdzie podziewają się osoby podobne do tej, która widział w śnie. Jedyną poszlaką jest to, iż zapisał w notatniku, że zna tę kobietę, oraz zarys jej wyglądu narysowany na kartce. Nagle uświadamia sobie iż jego matka w pracy nosi taką perukę jak kobieta w jego śnie, jednak dociera na miejsce za późno, okazuje się, iż po jego matce został tylko czarny ślad w windzie. Chłopiec nagle przypomina sobie iż jego matka ostrzegała go przed Engimą, po czym zasypia.
Haiba budzi się na sali szkolnej wśród osób, które zna tylko z widzenia - łączy ich tylko jedna wspólna cecha, a mianowicie każde z nich ma jakąś specjalną umiejętność. Po przebudzeniu zauważają symbol, który Haibo widział już wcześniej - symbol Enigmy, lecz to nie wszystko tajemniczy głos obwieszcza im iż mają 3 dni na wydostanie się z budynku, po którym grasuje niebezpieczny cień mający na celu przeszkodzenie im w zebraniu haseł-kluczy otwierających drzwi na trzecim piętrze. Jest to jedyne wyjście, którym mogą wydostać się na zewnątrz i uciec od żądnego krwi "cienia". Aby zdobyć klucze do wyjścia muszą ze sobą współpracować, każde z nich nie poradzi sobie w pojedynkę, a ich zdolności mogą pomóc im w zdobyciu upragnionych kluczy.

## Manga
Manga została napisana i zilustrowana przez Kenjiego Sakaki, po czym została wydana przez wydawnictwo Shueisha w magazynie Shūkan Shōnen Jump 13 września 2010 roku. Historia została porównana do wielu znanych serii wydanych wcześniej w magazynie m.in. do Psyrena oraz Death Note. Pierwszy tom mangi został wydany 29 grudnia 2010 roku.